# Heart on Ice
Heart on Ice è un singolo del rapper statunitense Rod Wave, pubblicato il 31 maggio 2019 come terzo estratto dal quinto mixtape PTSD.

## Video musicale
Il video musicale è stato reso disponibile il 22 maggio 2019.

## Tracce
Testi e musiche di Johnathan Smith Servance, Lance Donavan Bledsoe e Rodarius Green.
1. Heart on Ice – 2:38

## Remix
Il 27 settembre 2019 viene pubblicata una versione remix del brano realizzata con la partecipazione del rapper statunitense Lil Durk, inclusa nel primo album in studio di Rod Wave Ghetto Gospel.

### Tracce
1. Heart on Ice (feat. Lil Durk) – 3:15

## Classifiche

### Classifiche settimanali
| Classifica (2020) | Posizione massima |
| ----------------- | ----------------- |
| Canada            | 77                |
| Stati Uniti       | 25                |

### Classifiche di fine anno
| Classifica (2020) | Posizione |
| ----------------- | --------- |
| Stati Uniti       | 51        |